# Realçament de vores

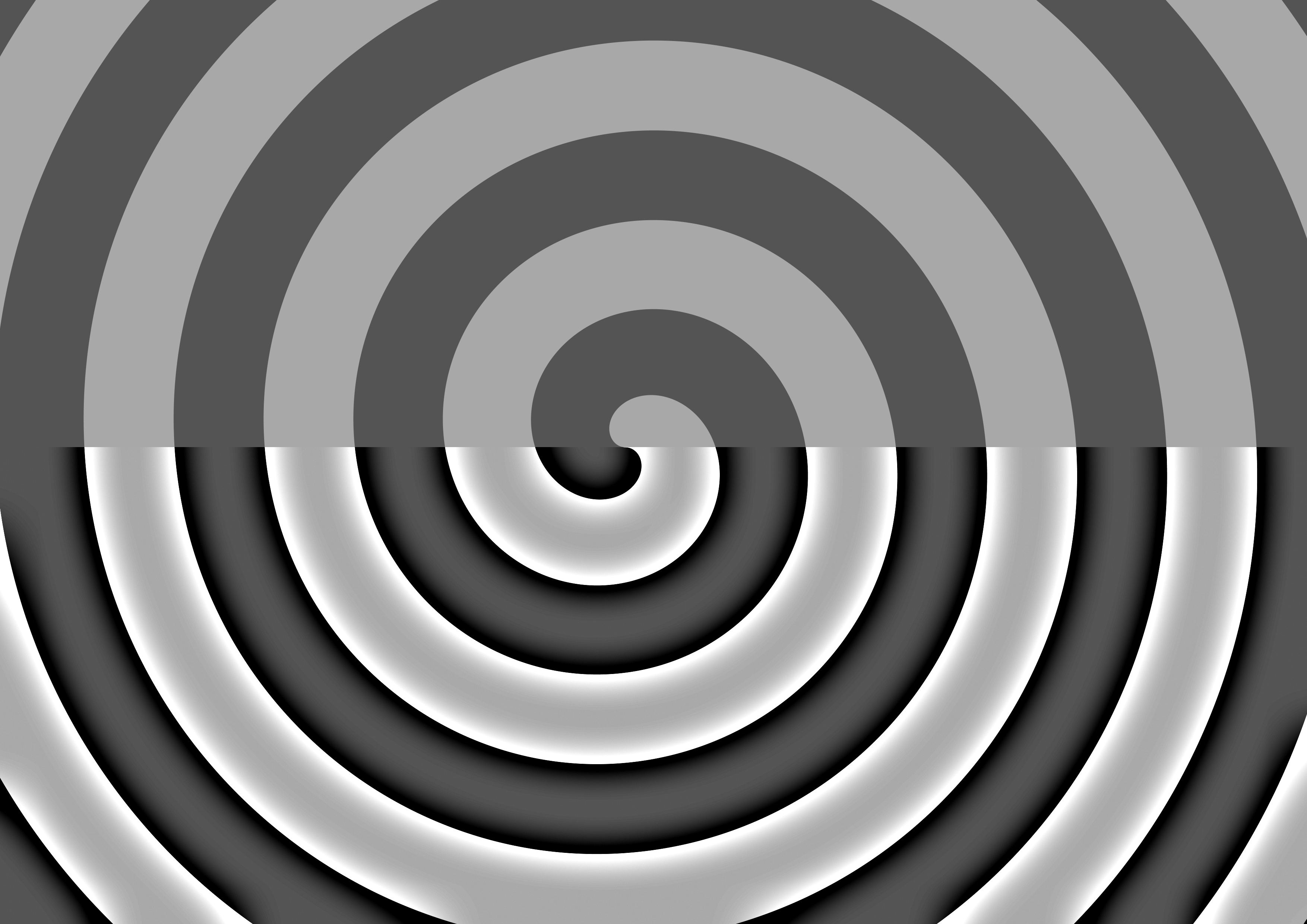
Aplicació del realçament de vores a la part inferior de la imatge.

El realçament de vores és un filtre de processament d'imatges que millora el contrast de les vores d'una imatge o d'un vídeo per intentar millorar-ne l'acutància (nitidesa aparent).
El filtre funciona identificant límits de les vores en la imatge, com ara les vores entre un subjecte i un fons de color contrastat, i augmentant el contrast de la imatge en la zona immediatament al voltant de la vora. Això té l'efecte de crear subtils reflexos brillants i foscos a banda i banda de les vores de la imatge, que fan que la vora es vegi més definida quan es visualitza des d'una distància de visualització típica.
El procés és predominant en el camp del vídeo, apareixent fins a cert punt en la majoria de les emissions de TV i DVD. El control de la "nitidesa" d'un televisor modern és un exemple de realçament de vores. També s'utilitza àmpliament en impressores d'ordinadors, especialment per a tipus de lletra o gràfics, per obtenir una millor qualitat d'impressió. La majoria de càmeres digitals també realitzen realçament de vores, que en alguns casos no es poden ajustar.
El realçament de vores pot ser un procés analògic o digital. El realçament analògic es pot utilitzar, per exemple, en equips de vídeo totalment analògics, com ara els televisors CRT.